# Толыши садо
Толыши Садо (тал. Tolışi Sədo, Толыши Сəдо; буквально «Голос талыша») — талышская национальная газета, выходившая в Азербайджане в период с 1992 года по 2011 год.

## История
Первый номер «Толыши Садо» вышел 20 февраля 1992 года. Создателями газеты были Талышский республиканский культурный центр (ТРКЦ) во главе с её председателем Новрузали Мамедовым, главным редактором был назначен Сейфулла Асадуллаев. Тираж: 8501 экземпляров. Газета выходила 2 раза в месяц.
С 16 января 1993 года главным редактором стал Аваз Садыхзода. Газета выходила с тиражом в 3094 экземпляров, один раз в неделю. Далее тираж увеличился до 6837 штук благодаря частным спонсорам.
В конце октября 1993 года Аваза Садыхова на посту главного редактора сменил Фахраддин Абосзода — и руководил ею (в качестве замещающего главного редактора) до конца сентября 1994 года. Под его редакцией вышли 7 номеров газеты — все в 1994 году. Газета выпускалась тиражом в 1802 экземпляра.
С 22 сентября 1994 года газета перестала выпускаться. В 1995 году издательство «Азербайджан» фактически запретило издание газеты «Толыши садо» в своей типографии. После этого «Толыши садо» полностью приостановила свою работу вплоть до 2001 года.
С июля 2001 года газета «Толыши садо» возобновила печать. Издателем стал Талышский республиканский культурный центр, главным редактором стал Новрузали Мамедов, заместителем редактора Акиф Дандизаде, редактором номеров Джавахир Гасымова. Стала выпускаться тиражом в 99 экземпляров. Газета распространялась бесплатно среди членов Талышского республиканского культурного центра и стала выходить 2 раза в месяц. Редакторами были также Салахаддин Сабарз, а после Балаяр Садиг.
С № 39 номера издателем «Толыши садо» выступают Талышский республиканский культурный центр и Новрузали Мамедов. Мамедов одновременно выступал и главным редактором газеты.
С января 2005 года с № 42 (95) ответственным секретарем становится Гулиев Эльман. С июня-июля 2005 года газета выходила 1 раз в 2 месяца, тиражом в 1000 штук.

## Тематика статей газеты
Газета «Толыши Садо» включала в себя различные темы, основную часть занимали новости талышского края. В газете публиковались статьи по истории талышей, культуре, лингвистике, статьи по талышскому языку, статьи по религии, поздравлениям с праздниками и статьи об известных талышских деятелях. В периоды арестов Новрузали Мамедова газета публиковала возражения, отражала правозащитную сторону в его деле, публиковала трагические моменты гибели его сыновей. Обязательным разделом в каждом выпуске газеты был раздел о стихотворениях на талышском языке, как известных с 1930-х годов поэтов, также и современников и молодых поэтов, только начинающих писать.

## Окончание издания
Последний номер с участием главного редактора Новрузали Мамедова вышел в январе 2007 года, № 01 (108). В марте 2007 года Новрузали Мамедова арестовали, и следующий номер газеты вышел только через 1 год и 9 месяцев за номером № 1 (109) в октябре 2009 года. Этот номер был посвящён трагедии Новрузали Мамедова.
Гилал Мамедов, ставший главным редактором газеты после Новрузали Мамедова, также возглавляет комитет по защите прав Новрузали Мамедова. После вышло 3 номера газеты подряд, далее по неизвестным причинам издание газеты прекратилось.
В декабре 2010 года ТРКЦ пригласил Рафига Джалилова в «Толыши Садо» на должность ответственного секретаря. С 17 декабря 2010 года с номера № 4 (112) издателями указывались ТРКЦ и Новрузали Мамедов, главным редактором — Гилал Мамедов, а ответственным секретарём — Рафиг Джалилов. Тираж указывался в 500 штук, но на самом деле выпускалось 1000 экземплеряров. Таким образом вышло 8 номеров газеты, последний — 19 мая 2011 года за номером № 11 (119).
В июне 2011 года главный редактор газеты Гилал Мамедов прекратил выпуск газеты по просьбе жены Новрузали Мамедова, Марьям Мамедовой. Позже Рафиг Джалилов начал выпускать газету «Толышон Садо» («Голос талышей»), первый выпуск номера состоялся 26 июня 2011 года. Газета «Толышон Садо» сохраняла атрибуты газеты «Толыши Садо», но позже из-за возражений ТРКЦ переоформило дизайн газеты. Газета выходит тиражом в 1000 штук, один раз в неделю.
Отсутствие государственного финансирования и частных вливаний не позволяли газете выпускаться фиксированным тиражом, установленным периодом.

## 20-летний юбилей
19 февраля 2012 года в Ленкорани в Талышском культурном центре с участием четырёх общественных, неправительственных организаций было проведено совместное мероприятие, посвящённое 20-летнему юбилею талышской национальной газеты «Толыши садо». На мероприятии была почтена память основателя газеты «Толыши Садо» Новрузали Мамедова, погибшего в застенках тюрьмы в Азербайджане.
Также была почтена память активных сотрудников газеты и ярких представителей интеллигенции Талыша: поэта Ахада Мохтара, поэта Тофика Ильхома, автора научных работ по талышской грамматике, профессора А. Садыхова, поэта Салахаддина Сабарза, поэта Джаваншира Пенсажа (Салаева), поэта Гуджатоллы Мамедова, учёного-талышеведа Гилала Мамедова, писателя Амира Эйюбзаде и многих других, вложивших ценный труд в развитие талышской прессы, литературы и культуры родного народа.